# Lądowisko Nysa
Lądowisko Nysa imienia Janusza Cygańskiego – lądowisko sanitarne w Nysie, w województwie opolskim, położone przy ul. Bohaterów Warszawy 34. Przeznaczone jest do wykonywania startów i lądowań lekkich śmigłowców sanitarnych i ratowniczych w dzień i w nocy, których ciężar startowy nie przekracza 30 kN.

## Informacje dot. lądowiska
W roku 2011 zostało wpisane do ewidencji lądowisk Urzędu Lotnictwa Cywilnego pod poz. 67 (nr ewidencyjny 84).
Zarządzającym lądowiskiem jest Samodzielny Publiczny Zespół Opieki Zdrowotnej Szpital Powiatowy im. Błogosławionej Siostry Elżbietanki Marii Merkert w Nysie.
Oficjalne otwarcie odbyło się 5 września 2011 roku. Patronem został zmarły tragicznie pilot Lotniczego Pogotowia Ratunkowego Janusz Cygański, który uczestniczył w pracach projektowych nad płytą lądowiska.
Lądowisko zlokalizowane zostało na dachu pięciopiętrowego nyskiego szpitala i jest pierwszą płytą w Polsce, umieszczoną 20 metrów nad ziemią. Pacjent po opuszczeniu helikoptera zostaje zwieziony windą na szpitalny oddział ratunkowy, co zajmuje nie więcej niż 8 minut.

## Parametry lądowiska
- Lądowisko o wymiarach 26,40 × 26,40 m (z okratowaniem zabezpieczającym szerokości 2 m)
- Pole wzlotów FATO o boku 24 m przystosowane do przyjmowania śmigłowca ratunkowego Eurocopter EC135 (długość max 12,90 m, masa do 3000 kg). Z racji powierzchni płyty mogą lądować śmigłowce o długości do 17,5 m.
- Płyta konstrukcji żelbetonowej, wyniesiona nad dach na wysokość 3,9 m[1].

## Lądowisko posiada
- Instalację przeciwpożarową (specjalistyczną pompę), która w razie pojawienia się ognia jest w stanie pokryć śmigłowiec pianą w półtorej minuty.
- Sygnalizację świetlną, a co za tym idzie lądowisko w razie potrzeby może przyjmować śmigłowiec w nocy[5].
- System monitorowania pogody[6]:
  - kamera zamontowana na nieczynnym 42 metrowym kominie kotłowni, która monitoruje sytuację pogodową nad szpitalnym lądowiskiem.
  - stacja meteorologiczna na płycie lotniska – do pomiaru siły wiatru, temperatury, ciśnienia i wilgotności powietrza.

## Finansowanie budowy
Pieniądze na uruchomienie lądowiska pochodziły z UE, programu operacyjnego „Infrastruktura i środowisko” (na rozwój systemu ratownictwa medycznego). Koszt inwestycji wyniósł 2,1 mln zł.